# 蕭塘駅
蕭塘駅（しょうとうえき）は、上海市奉賢区沪杭公路と大叶公路の交差点付近に位置する、上海軌道交通5号線の高架駅。
駅名は付近に居住していた蕭氏に由来する。地名は第二次漢字簡化方案で「肖塘」に改められたが、駅名は現在も従来通り「蕭」字を使用している。

## 駅構造

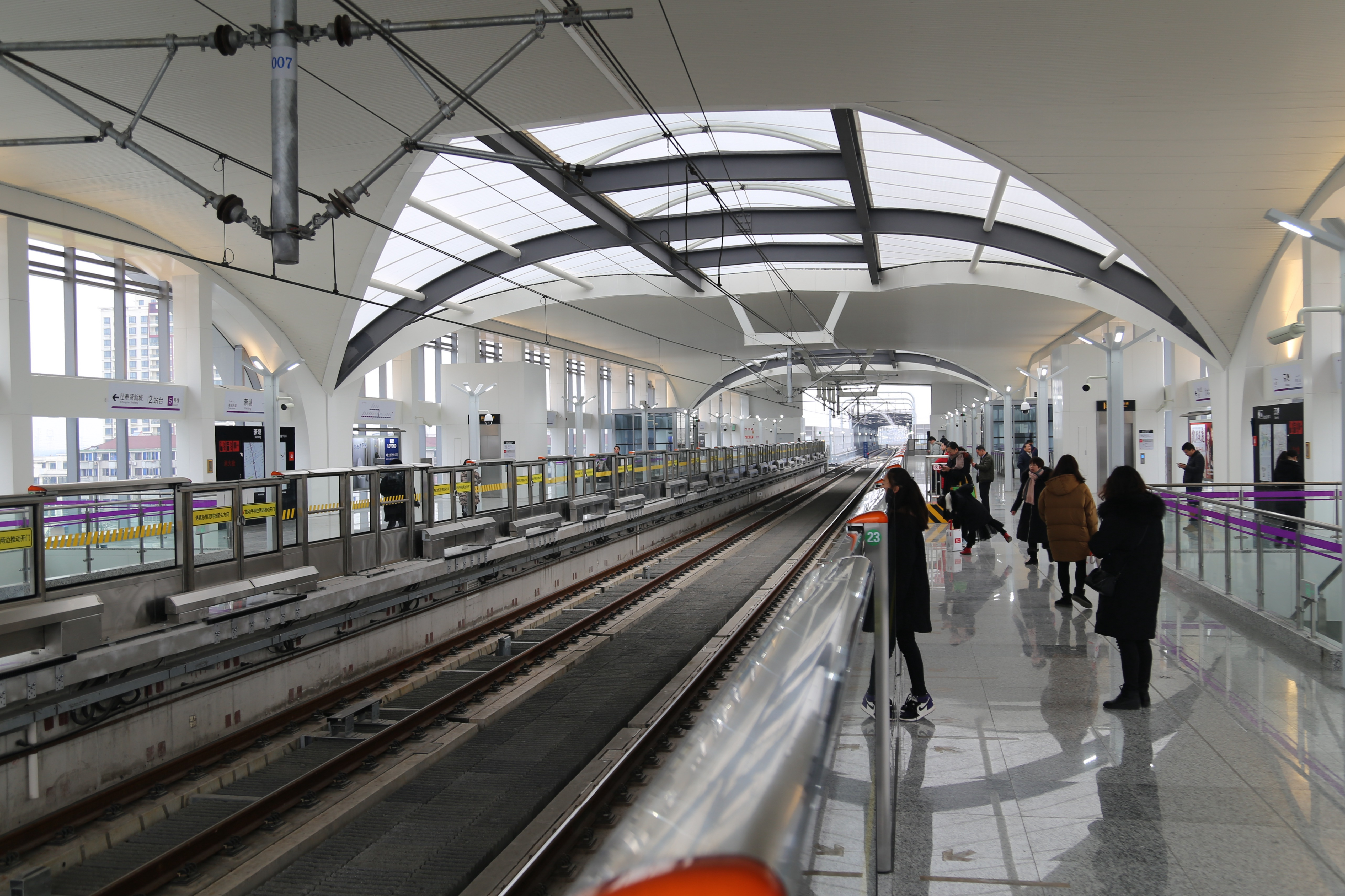
ホーム

地上3階に相対式2面2線のホームを有する。
| 地上3階 | 相対式プラットホーム、右ドアが開く | 相対式プラットホーム、右ドアが開く           |
| 地上3階 | ←■5号線莘荘方面（西渡駅）          |                                              |
| 地上3階 | ■5号線奉賢新城方面（奉浦大道駅）→  |                                              |
| 地上3階 | 相対式プラットホーム、右ドアが開く |                                              |
| 地上2階 | 駅舎                               | 発券サービス、自動券売機、有人サービスデスク |
| 地上1階 | 出入口                             | 1-2番出入口                                  |

## 駅周辺
| 出入口  | 行先 |
| ------- | ---- |
| 1番出口 |      |
| 2番出口 |      |

## 隣の駅
上海軌道交通
■5号線本線
西渡駅 - 蕭塘駅 - 奉浦大道駅